# Peace Hotel

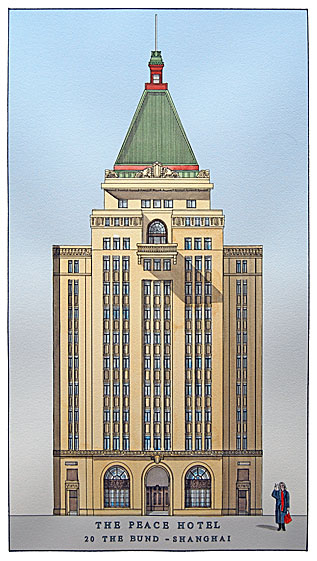
Alzado del Edificio Norte del Peace Hotel (Sassoon House), en El Bund (Shanghái)

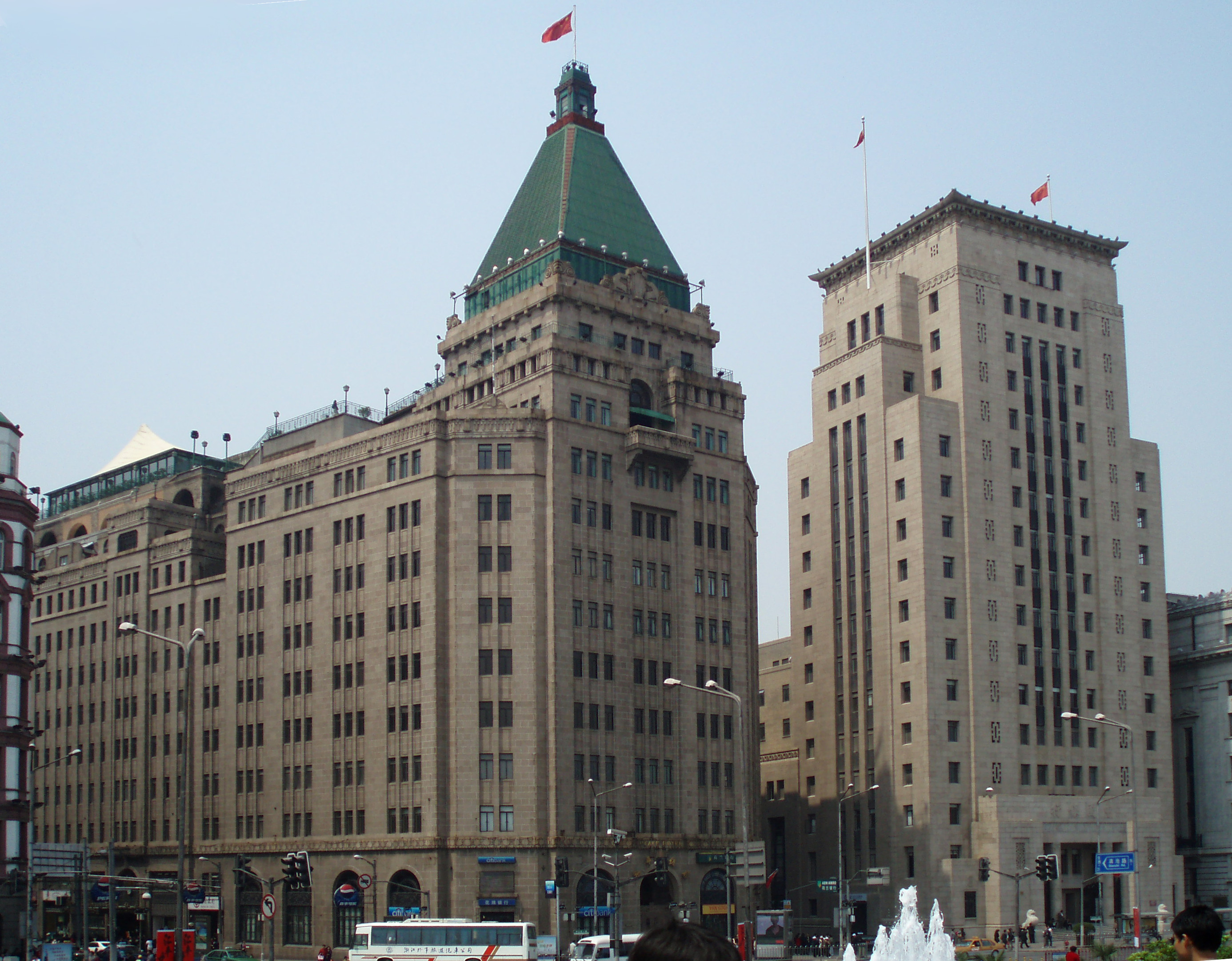
El Fairmont Peace Hotel

El Peace Hotel (en chino, 和平饭店) es un hotel situado en el Bund, en Shanghái, China, frente al Río Huangpu. En la actualidad, funciona como dos hoteles distintos. El Edificio Norte, construido como Sassoon House, albergó originalmente el Cathay Hotel y es en la actualidad el Fairmont Peace Hotel gestionado por Fairmont Hotels and Resorts de Canadá. El Edificio Sur se construyó como el Palace Hotel y es en la actualidad el Swatch Art Peace Hotel. Los dos edificios están frente al Bund, pero están separados por la famosa Nanjing Road, la calle más transitada de Shanghái.

## Edificio Norte
El Edificio Norte, el mayor de los dos, se sitúa en el número 20 del Bund, y se llama Sassoon House. Fue construido por Sir Victor Sassoon, de la famosa familia Sassoon que dominó los negocios e inmuebles de Shanghái a comienzos del siglo XX. Era un sefardí británico de origen irakí, y su familia tenía muchos negocios en Hong Kong, Shanghái y Calcuta. Sassoon House fue el primer edificio alto construido por Victor Sassoon. Fue diseñado por P & T Architects Limited (Palmer and Turner), con una estructura de hormigón armado. Ocupaba 4617 metros cuadrados, con una superficie de 36 317 metros cuadrados. La construcción comenzó en 1926 y se completó en 1929. Tiene diez plantas, parcialmente trece, y un sótano. La altura total es de 77 metros. Se siguió un diseño consistente en todo el edificio, desde el diseño exterior hasta la decoración interna. El edificio tiene muchas líneas rectas en el exterior, con patrones decorativos en frontones y aleros. La mayor parte del edificio tiene revestimiento de granito, mientras que la planta novena y la azotea están revestidas con terracota. La fachada este (frente al Río Huangpu y el Bund) está coronada con una pirámide con lados empinados y 10 metros de altura. La pirámide está cubierta con cobre (que en la actualidad es verde).
El edificio tiene una sección transversal con forma de “A”. Antes de 1949, la planta baja, frente al Bund, estaba alquilada a dos bancos. En la década de 1980 este espacio se convertiría en la sucursal del Citibank en Shanghái. El resto de la planta baja contenía un centro comercial. Dos pasillos principales se cruzaban en el centro, en un salón octogonal. Las plantas primera a tercera se alquilaron como oficinas. Las empresas y sucursales de Sassoon tenían sus oficinas en la planta cuarta. Las plantas quinta a séptima albergaban el Cathay Hotel, con habitaciones decoradas con temas exóticos internacionales. La planta octava contenía el bar principal, un salón de baile, y un restaurante chino. La planta novena era un club nocturno y un pequeño comedor. La planta décima era el apartamento privado de Victor Sassoon. Dentro de la pirámide estaba el gran comedor.
Hasta 1949, el Cathay Hotel se consideraba el hotel más prestigioso de Shanghái. La mayoría de los envíos internacionales que visitaban Shanghái se alojaban en este hotel. Tras la toma de posesión del Partido Comunista en 1949, algunas de las oficinas se usaron por el Comité Municipal de Finanzas. En 1952 el edificio fue ocupado por el Gobierno Municipal. En 1956 volvió a ser un hotel, con el nombre "Peace Hotel". En 1992 el Peace Hotel fue catalogado como uno de los hoteles más famosos del mundo por la World Hotel Association. Se ha hecho especialmente conocido por su Old Jazz Band, que ha sido recientemente la base para una película, "As Time Goes By" dirigida por Uli Gaulke, y su restaurante en la azotea, con vistas del floreciente distrito de Pudong al otro lado del río Huangpu.
En 2007, el hotel cerró por una renovación de tres años y el Edificio Norte reabrió en 2010 como el Fairmont Peace Hotel Shanghai. El hotel ofrece 269 habitaciones y suites de lujo con una selección de ocho restaurantes y lounges. Se ha añadido una extensión de pocas plantas a la parte trasera del hotel, que contiene habitaciones, una piscina iluminada y un spa. La renovación conservó muchos elementos históricos de las décadas de 1920 y 1930.

## Edificio Sur

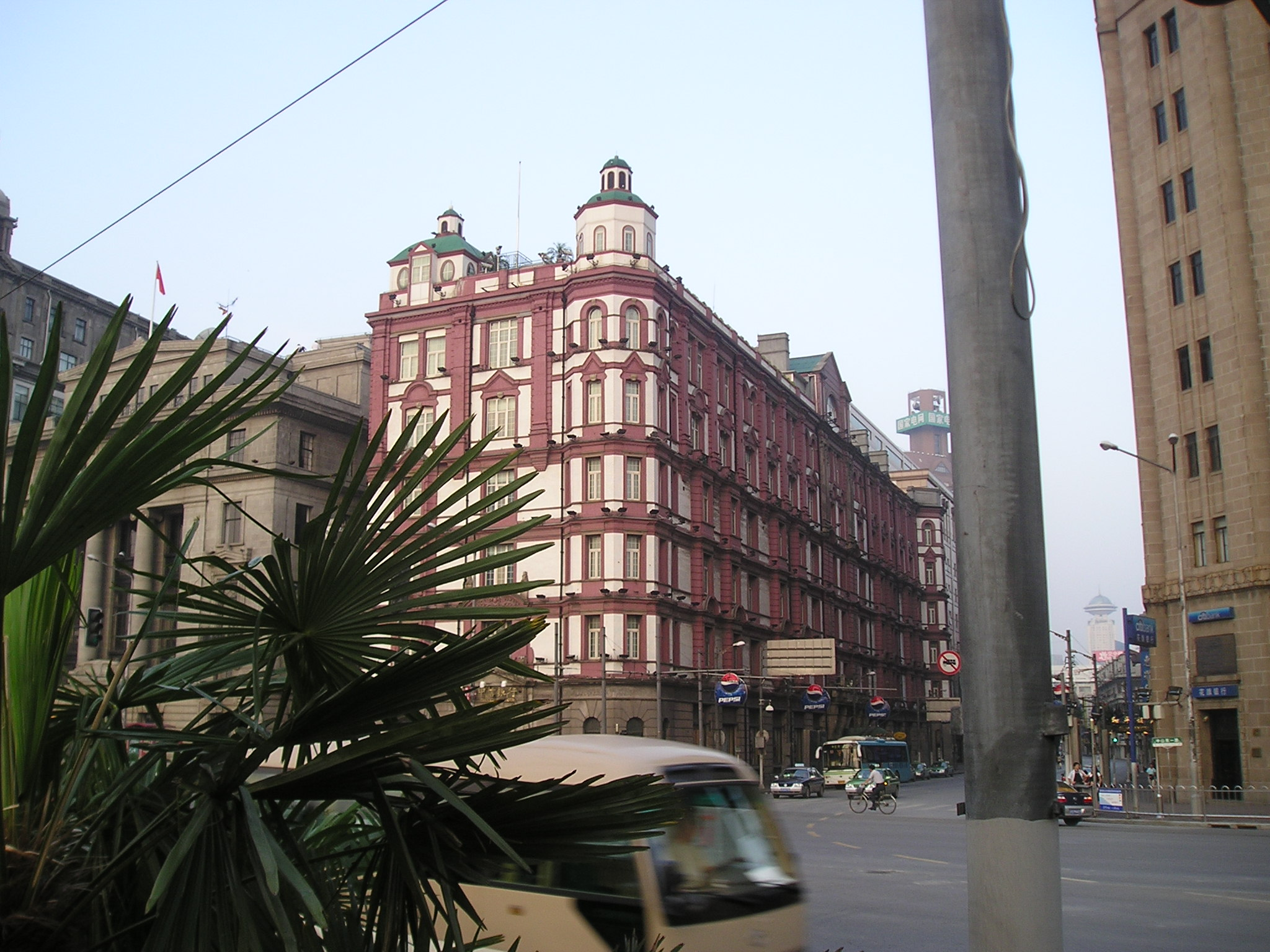
El Swatch Art Peace Hotel

Separado del Edificio Norte por la ajetreada Nanjing Road, el Edificio Sur se construyó como el Palace Hotel en 1908 en la parcela del Central Hotel, que fue fundado en la década de 1850. Cuando se construyó, este hotel de seis plantas era el edificio más alto de Nanjing Road. Ocupa 2 125 metros cuadrados, con una superficie de 11 607 metros cuadrados. Tiene una estructura de ladrillos, con seis plantas y 30 metros de altura. El exterior es de estilo renacentista. El hotel tiene unas 120 habitaciones. Tenía dos ascensores, siendo el primer edificio en tenerlos en Shanghái.
En 1909, se celebró aquí la primera reunion de la Liga Mundial Anti-Narcóticos. En 1911, tras el éxito de la Revolución de Xinhai, Sun Yat-sen se alojó en el hotel y pidió compromiso a la causa revolucionaria. Durante la Segunda Guerra Mundial, el edificio fue ocupado por el ejército japonés. En 1947 fue comprado por una empresa china. Tras la revolución de 1949 continuó en funcionamiento hasta 1952, cuando fue confiscado y usado por el Departamento Municipal de Construcción. En 1965 volvió a ser un hotel como un ala del Peace Hotel.
Del mismo modo que el Edificio Norte, el Edificio Sur fue renovado como preparación para la Expo de 2010. Reabrió como el Swatch Art Peace Hotel. Acoge a artistas talentosos de todo el mundo que viven y trabajan durante un tiempo limitado en apartmentos/talleres. La fachada patrimonial y las estancias públicas del edificio han sido restauradas a su esplendor original. El edificio también contiene tiendas, una sala de exposición de Swatch y el restaurante y bar en la azotea Shook!.